# Aximopsis tricolor
Aximopsis tricolor är en stekelart som beskrevs av Girault 1913. Aximopsis tricolor ingår i släktet Aximopsis och familjen kragglanssteklar.
Artens utbredningsområde är Paraguay. Inga underarter finns listade.